# Борзынское сельское поселение
Борзы́нское се́льское поселе́ние — упразднённое муниципальное образование в составе Кувшиновского района Тверской области России.
Административный центр — село Борзыни.
Образовано в 2005 году, включило в себя территорию Борзынского сельского округа.
Законом Тверской области от 17 декабря 2015 года № 119-ЗО, были преобразованы, путём их объединения, Тысяцкое, Большекузнечковское, Борзынское и Пеньское сельские поселения — в Тысяцкое сельское поселение.

## Географические данные
- Общая площадь: 166 км²
- Нахождение: северо-восточная часть Кувшиновского района.
  - Граничит:
    - на севере — с Вышневолоцким районом, Есеновическое СП,
    - на востоке — с Торжокским районом, Осташковское СП,
    - на юге — с Пеньским СП,
    - на юго-западе — с Могилевским СП,
    - на западе — с Фировским районом, Великооктябрьское СП.

Основные реки — Поведь и её приток Семынь.

Поселение пересекает автодорога «Вышний Волочёк—Есеновичи—Кувшиново»

## Экономика
Основное сельхозпредприятие — СПК «Бор».

## Население
По переписи 2002 года — 435 человек, на 01.01.2008 — 410 человек.

## Населённые пункты
В состав поселения входили следующие населённые пункты:
| №  | Тип нп | Название           | Население (2008 год) |
| -- | ------ | ------------------ | -------------------- |
| 1  | село   | Борзыни            | 240                  |
| 2  | дер.   | Богуново           | 0                    |
| 3  | дер.   | Большое Васильково | 1                    |
| 4  | дер.   | Бор                | 21                   |
| 5  | дер.   | Борисово           | 7                    |
| 6  | дер.   | Горницы            | 0                    |
| 7  | дер.   | Дуплево            | 0                    |
| 8  | дер.   | Иванково           | 0                    |
| 9  | дер.   | Иловицы            | 5                    |
| 10 | дер.   | Ильино             | 7                    |
| 11 | дер.   | Ильятино           | 0                    |
| 12 | дер.   | Карманово          | 5                    |
| 13 | дер.   | Латыгорево         | 8                    |
| 14 | дер.   | Малое Васильково   | 29                   |
| 15 | дер.   | Петрово            | 7                    |
| 16 | дер.   | Симоново           | 7                    |
| 17 | дер.   | Сидорово           | 1                    |
| 18 | дер.   | Сутоки             | 2                    |
| 19 | дер.   | Турлаево           | 2                    |
| 20 | дер.   | Хмелево            | 0                    |
| 21 | дер.   | Холм               | 22                   |
| 22 | дер.   | Шашково            | 0                    |
| 23 | дер.   | Ширяково           | 0                    |
| 24 | дер.   | Юсино              | 46                   |

### Бывшие населённые пункты
В 2000 году исключена из учётных данных деревня Бабино.

Ранее исчезли деревни: Литвиново, Никольская (Никола Пустынь), Утицино и другие.

Деревня Раменье присоединена к селу Борзыни.

Деревня Загорье присоединена к деревне Малое Васильково.

## История
В XII—XIV вв. территория поселения относилась к «городовой волости» города Торжка Новгородской земли и находилась на границе с Ясеновичским погостом Деревской пятины.
В XV веке присоединена к Великому княжеству Московскому.
- После реформ Петра I территория поселения входила:
  - в 1708—1727 гг. в Санкт-Петербургскую (Ингерманляндскую 1708—1710 гг.) губернию, Тверскую провинцию,
  - в 1727—1775 гг. в Новгородскую губернию, Тверскую провинцию,
  - в 1775—1796 гг. в Тверское наместничество, Вышневолоцкий уезд,
  - в 1796—1929 гг. в Тверскую губернию, Вышневолоцкий уезд,
  - в 1929—1935 гг. в Московскую область, Ясеновичский район,
  - в 1935—1958 гг. в Калининскую область, Ясеновичский (Есеновичский) район,
  - в 1958—1963 гг. в Калининскую область, Каменский район,
  - в 1963—1965 гг. в Калининскую область, Торжокский район,
  - в 1965—1990 гг. в Калининскую область, Кувшиновский район,
  - с 1990 в Тверскую область, Кувшиновский район.

В XIX — начале XX века большинство деревень поселения относились к Борзынской волости Вышневолоцкого уезда. Небольшая часть поселеня на востоке относилась к Поведской волости Новоторжского уезда.

В 1940-50-е годы XX века на территории поселения существовали Маловасильковский (Юсинский), Борзынский и Сидоровский сельсоветы Есеновичского района.

## Известные люди
В деревне Малое Васильково родился Герой Советского Союза Яков Степанович Воробьёв.